# Stabkirche Lom
Die Stabkirche Lom ist eine im 12. Jahrhundert errichtete Stabkirche in der norwegischen Provinz Innlandet. Die Kirche steht etwa sechzig Kilometer westlich von Otta in einem Seitental des Gudbrandsdals in der Kommune Lom (Norwegen). Sie ist Maria, Johannes dem Täufer und dem heiligen Olav geweiht. Sie gehört zu den größten erhaltenen Stabkirchen.

## Geschichte
Sie wurde erstmals schriftlich 1270 erwähnt, Untersuchungen der ältesten erhaltenen Kiefernholzteile haben ergeben, dass ihr Bau jedoch um 1158 begann. Es handelte sich um eine Stabkirche im Basilikastil mit einem rechteckigen Grundriss und einem umlaufenden niedrigen Laubengang (Svalgang). Nach der Reformation, in Norwegen um 1537 datiert, erfolgten bauliche Veränderungen. Der Chor erhielt 1608 eine reich dekorierte Decke und gleichzeitig schmückte man auch den Eingang in den Chorraum aus. 1634 kam auf der Westseite ein hölzerner Anbau hinzu, nachdem der Laubengang entfernt worden war. 1663 folgten nördlich und südlich Seitenschiffsanbauten mit aufrecht stehendem Holzwerk. So bekam das Gotteshaus einen kreuzförmigen Grundriss. 1664 wurde der Glockenturm errichtet, für den im Grundkörper Versteifungen erforderlich wurden. Um diese den Blicken zu entziehen, musste die Decke abgehängt werden. Drei Bronzeglocken wurden aufgehängt.

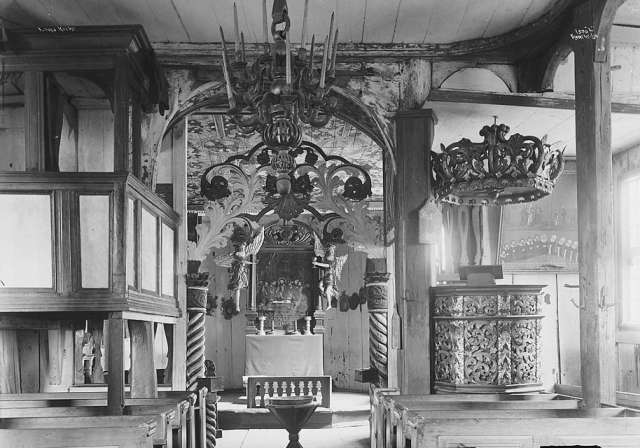
Inneres der Kirche um 1880

Im Jahr 1933 wurde das gesamte Bauwerk umfassend renoviert.

## Architektur

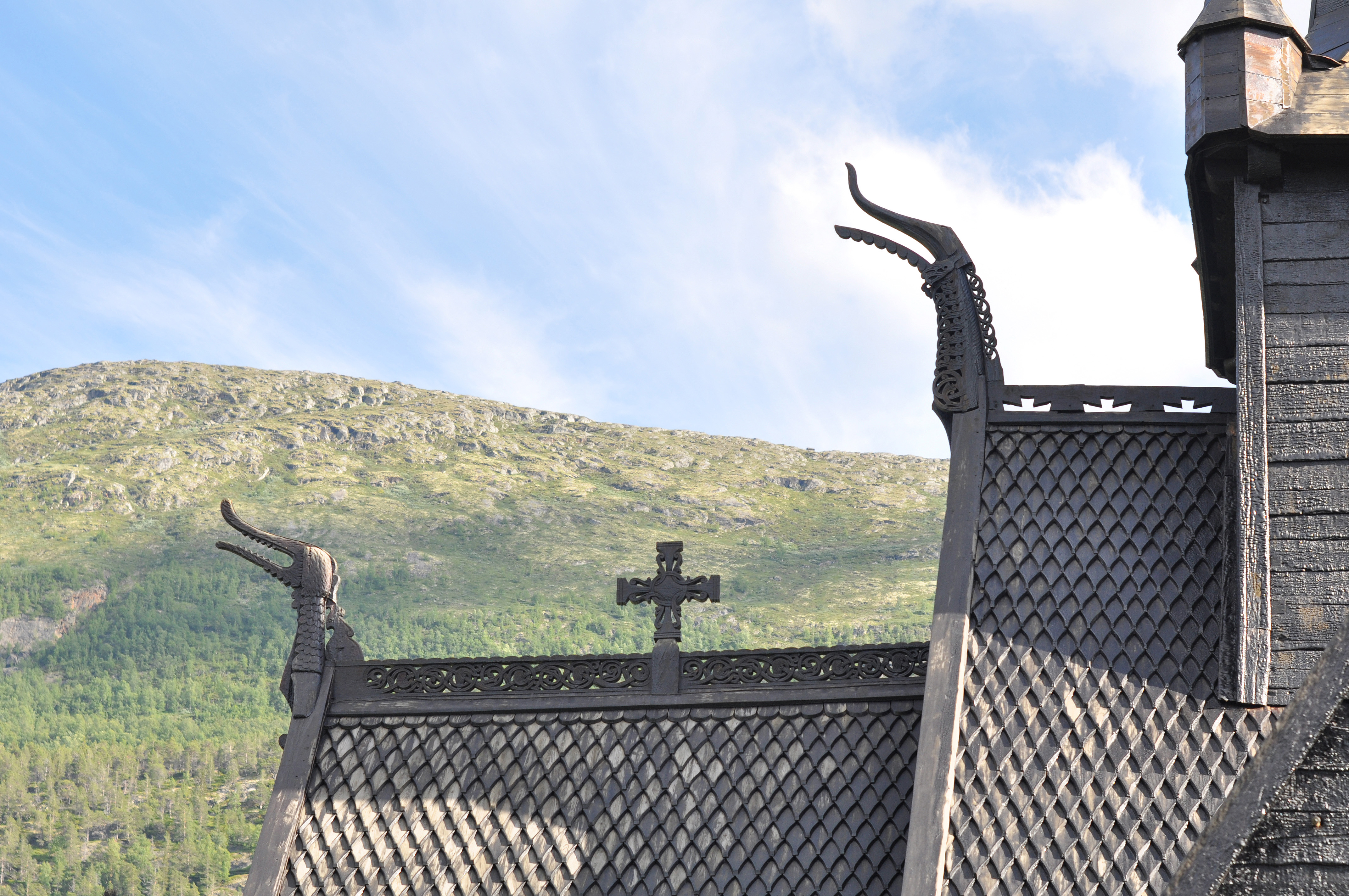
Drachenköpfe

Das Kirchengebäude ist eine Langkirche, Schiff und Chor weisen einen erhöhten Mittelraum auf. Schiff und Chor entstanden zur gleichen Zeit und zeigen die typische Stabtechnik mit hölzernen Hochsäulen und Wandplanken. Diese Bauteile waren ursprünglich farbig bemalt, was jedoch nicht mehr erhalten ist.
Das Dach des Hauptschiffes wird durch Zangen, Andreaskreuze und romanische Bögen abgesteift, die zusammen eine umlaufende Borte bilden.

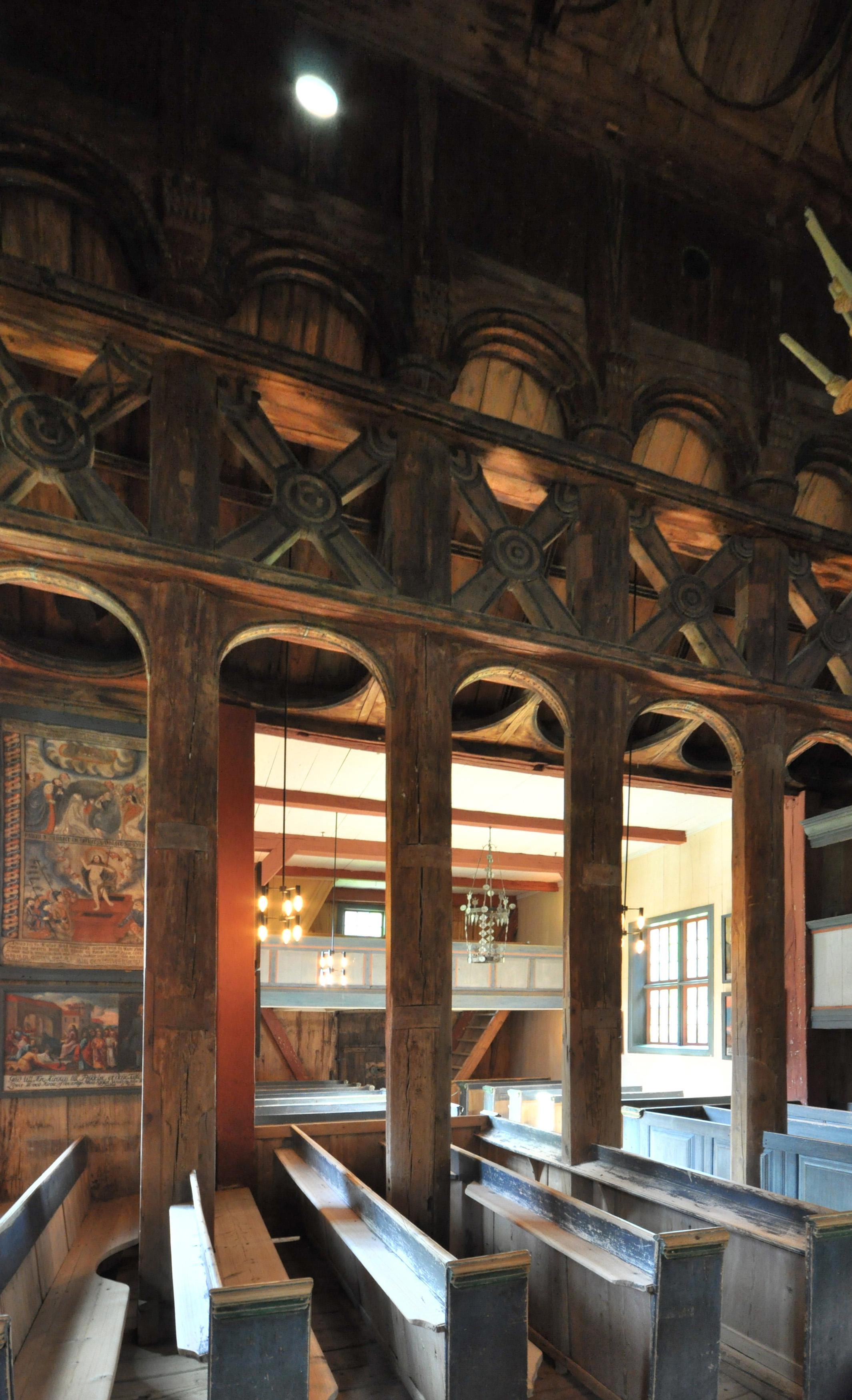
Hochsäulenkonstruktion und Sicht in das nördliche Seitenschiff

Das Dach ist mit Holzschindeln gedeckt und besitzt einen Dachreiter. Die Dachkanten wurden mit großen geschnitzten Drachenköpfen versehen.
Der gesamte hölzerne Baukörper ist durch einen äußeren Teeranstrich gegen Witterungseinflüsse geschützt.

## Ausstattung

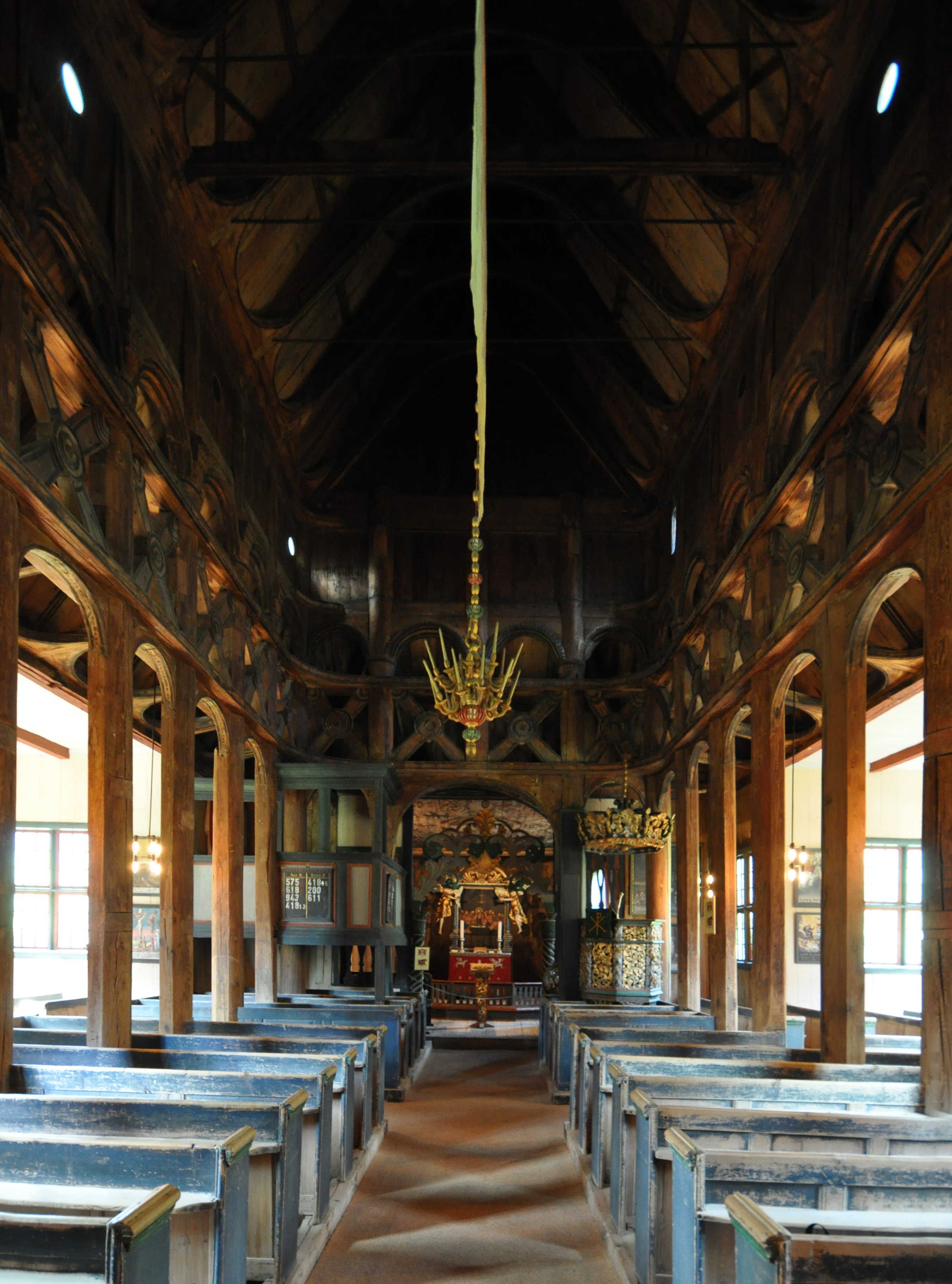
Blick durch das Hauptschiff in den Chor

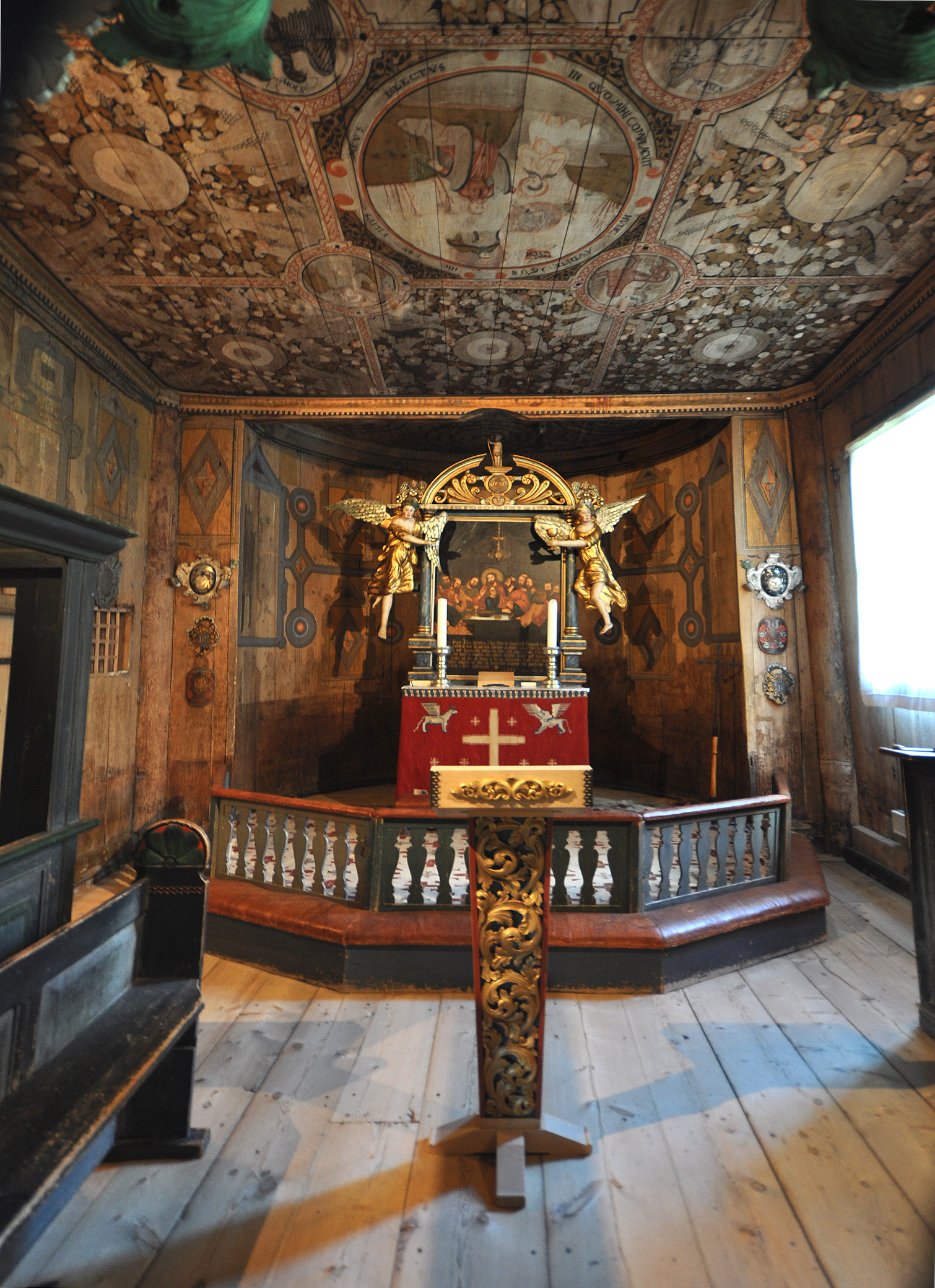
Chor und Altar

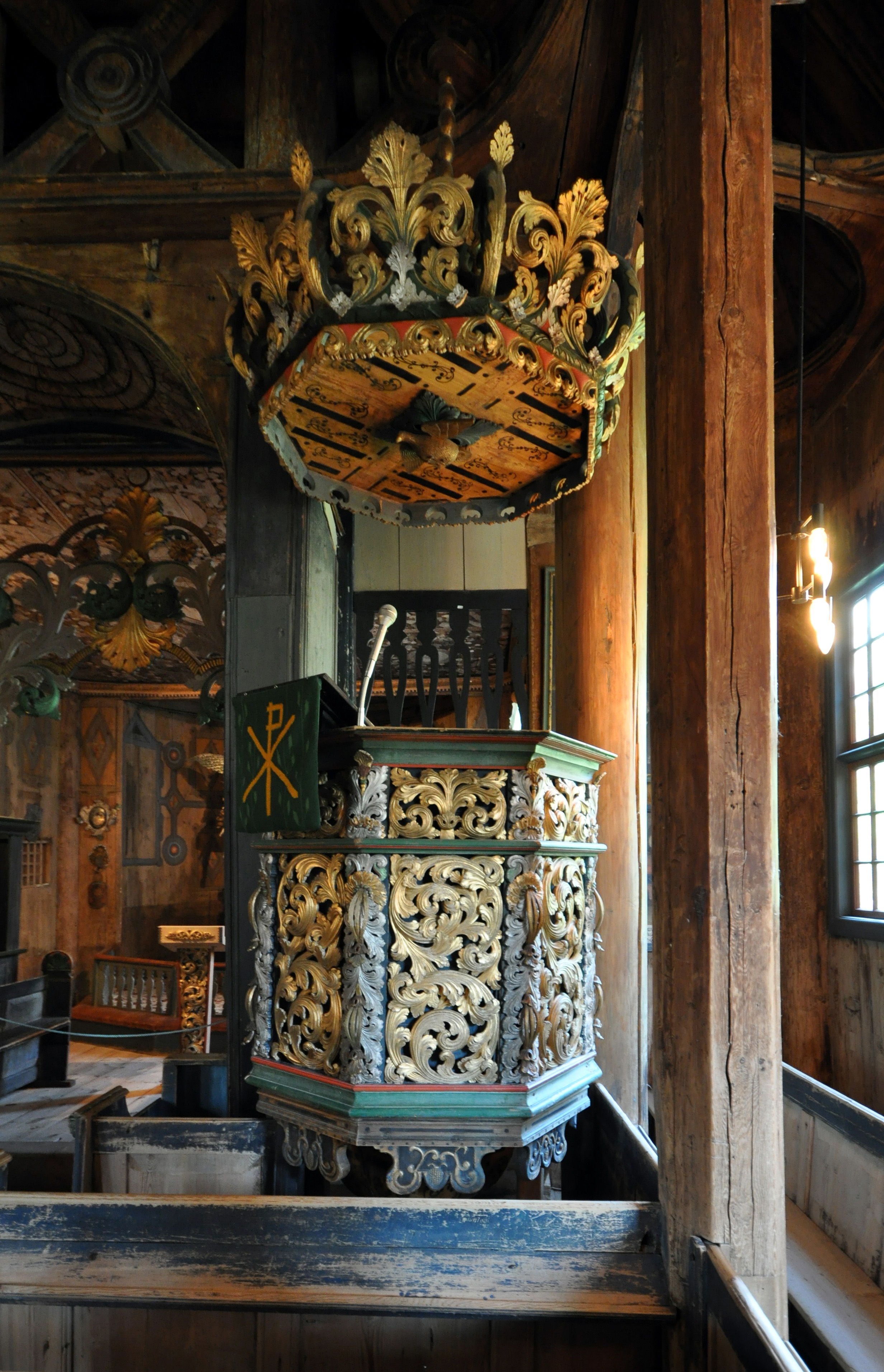
Kanzel

Umfangreiches Schnitzwerk schmückt den Innenraum, als Motive dienten Blätter, Blumen und Tiere, insbesondere Drachen. Besonders auffällig ist der vollfarbig ausgemalte Altarraum. Das Altarbild wurde mithilfe einer Spende aus der Bevölkerung angefertigt und 1669 aufgehängt. Seitlich am Kreuzgang befindet sich eine Kanzel und auf der anderen Seite ein Küsterstuhl.
Die Originalkanzel im Renaissancestil ist nur noch in Teilen erhalten, im Jahr verzierte der ortsansässige Künstler Jakob Sæterdalen sie mit neuen Akanthusschnitzereien. Er schnitzte ebenfalls den Chorbogen neu. Die Kirchenbänke, Fenster und Emporen stammen aus dem Ende des 17. Jahrhunderts. Im Mittelschiff hängen Kronleuchter und eine historische Fahne, deren Motiv die Bewässerung der Felder der Umgebung darstellt.
Die zahlreichen Gemälde der Lomer Kirche stammen höchstwahrscheinlich vom Pfarrerssohn Eggert Munch aus Vågåmo. Sie werden als eine bedeutende Kirchenbildsammlung Norwegens angesehen.
Eine Geldspende von nach den USA ausgewanderten Bürgern diente zur Anschaffung einer Orgel, die 1909 hier eingeweiht wurde und einen schön geschnitzten Orgelprospekt zeigt. Seit 1960 wird sie elektrisch angetrieben. Im Jahr 1966 musste sie zu großen Teilen überarbeitet werden, der geschnitzte Prospekt wurde jedoch wieder verwendet.